# Frank Findeiß

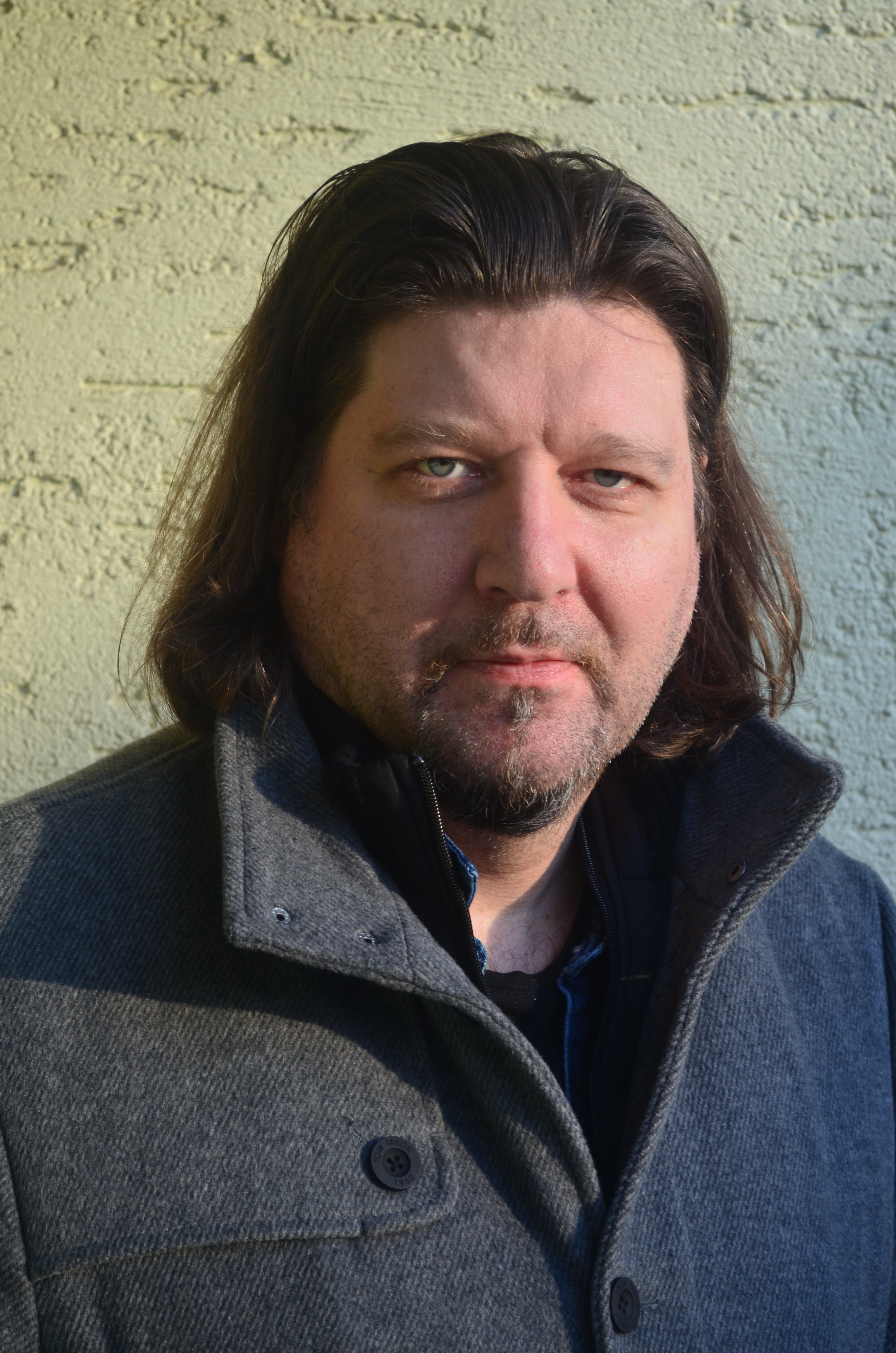
Frank Findeiß (2018)

Frank Findeiß (* 19. September 1971 in Trier) ist ein deutscher Lyriker und Musikpädagoge.

## Leben und Werk
Frank Findeiß wurde 1971 im rheinland-pfälzischen Trier geboren. Nach seinem Abitur am Staatlichen Hilda-Gymnasium in Koblenz und anschließendem Wehrdienst beim Heeresmusikkorps 300, begann er im Herbst 1994 ein Studium der Philosophie, Erziehungswissenschaften und Soziologie an der Rheinischen Friedrich-Wilhelms-Universität Bonn. Im Sommer 2001 erlangte er den akademischen Grad eines Magister Artium mit einer Arbeit zu Karl Marx. Nach der Absolvierung von Praktika und seiner Tätigkeit als Freier Mitarbeiter beim Hörfunk, Radio 96,8 und im Bürgerfunk von Radio Bonn/Rhein-Sieg und beim Online-Magazin bumbanet.de, begann er im Jahr 2008 einen Fernlehrgang in der Fachrichtung Journalismus an der Freien Journalistenschule in Berlin, den er 2010 erfolgreich abschloss. Als Stipendiat der Stiftung Citoyen studierte er ab 2013 in Lüneburg an der Leuphana Universität und am Dr. Hoch’s Konservatorium in Frankfurt am Main das Fach Musikpädagogik („Musik in der Kindheit“), das er 2017 mit einer Bachelor-Arbeit über Individuum und Gesellschaft in den Texten von Herbert Grönemeyer zu einem Abschluss führte.
Bereits während des Studiums in Bonn und der daran anschließenden Berufstätigkeit widmete er sich seit Mitte der 1990er Jahre verstärkt dem kreativen Schreiben. Mit Beginn der 2000er Jahre konnte er sich zunehmend in Publikationen auszeichnen, so dass er bis heute in zahlreichen Lyrik-Anthologien vertreten ist, unter anderem im Martin Werhand Verlag in der Reihe Junge Lyrik. Des Weiteren wurde seine Lyrik in Projekten gewürdigt, die überregional Aufmerksamkeit erlangten, wie etwa 2006/2007 im Rahmen der von den Bremer Verkehrsbetrieben und der Apollon-Stiftung unter den seinerzeitigen künstlerischen Leitern Renato Mismetti und Joachim Tuz organisierten Veranstaltung Poesie Bewegt, dem vom Förderverein Forum-Literaturbüro e. V. in Hildesheim ausgerichteten Event Lesezeichen 2014 sowie 2016/2017 im Rahmen des Projektes Literaturautomat des Zentrum für Aktion, Kultur und Kommunikation (ZAKK). Im April 2015 erschien sein erster eigener Gedichtband Sozialisolation in der Reihe 100 Gedichte im Martin Werhand Verlag. Seine zweite Lyrikpublikation erschien ein Jahr später unter dem Namen Blutonium in der Reihe 100 Gedichte im selben Verlag. Ein dritter, vierter und fünfter Lyrikband mit den Titeln Albtrauma, Kassiber und Alphasucht wurden im September 2017 sowie jeweils im Dezember 2018 und im Dezember 2019 in der Reihe 50 Gedichte veröffentlicht. In seinen Werken verarbeitet er vorwiegend politische und sozialkritische Themen.
Frank Findeiß arbeitet als freier Musikpädagoge in Bad Godesberg.
Außerdem trat er für die Partei Die PARTEI im Kreisverband Bonn bei der Kommunalwahl 2020 als Kandidat zur Wahl des Oberbürgermeisters an.

## Bücher
- Psychologische Elemente in der Anthropologie von Karl Marx: Ein Beitrag zur Genese seines Menschenbildes. AVM Akademische Verlagsgemeinschaft München, München 2014, ISBN 978-3-86924-576-8.
- Sozialisolation. 100 Gedichte. Martin Werhand Verlag, Melsbach 2015, ISBN 978-3-943910-16-2.
- Blutonium. 100 Gedichte. Martin Werhand Verlag, Melsbach 2016, ISBN 978-3-943910-22-3.
- Herbert Grönemeyers Menschenbild im Spannungsfeld zwischen Philanthropie und Kulturpessimismus – Das Verhältnis von Individuum und Gesellschaft in seinen Texten. Verlag Die Blaue Eule, Essen, 2017, ISBN 978-3-89924-460-1.
- Albtrauma. 50 Gedichte. Martin Werhand Verlag, Melsbach 2017, ISBN 978-3-943910-43-8.
- Kassiber. 50 Gedichte. Martin Werhand Verlag, Melsbach 2018, ISBN 978-3-943910-62-9.
- Alphasucht. 50 Gedichte. Martin Werhand Verlag, Melsbach 2019, ISBN 978-3-943910-66-7.

## Publikationen (Auswahl)
- Junge Lyrik III – 50 Dichterinnen und Dichter. Anthologie, Martin Werhand Verlag, Melsbach 2002, ISBN 3-9806390-3-7. Auch zweite, überarbeitete Auflage.
- Fluchten – Zufluchten. Helicon Verlag, Kiel 2003, ISBN 3-935569-02-5
- Erinnerung an Licht. Engelsdorfer Verlag, Berlin 2005, ISBN 3-938873-48-5
- Von Wegen – eine Anthologie des Literarischen Vereins der Pfalz. Marsilius Verlag, Speyer 2005, ISBN 3-929242-38-9
- Gedichte – best german underground lyriks. Acheron Verlag, Altenburg 2006, ISBN 3-9810222-1-1
- Die Jahreszeiten der Liebe. Martin Werhand Verlag, Melsbach 2006, ISBN 3-9806390-4-5.
- Die Tyrannei von Feder & Flasche – Schriftsteller über Alkohol. Acheron Verlag, Altenburg 2006, ISBN 3-9810222-2-X
- Momente & Landschaften. Engelsdorfer Verlag, Berlin 2007, ISBN 3-86703-264-5
- Frauen – Männer. Elbverlag, Torgau 2014, ISBN 978-3-941127-27-2
- Strohblumenstörung – Politische Dichtung der Gegenwart I. Chiliverlag, Verl 2015, ISBN 978-3-943292-24-4
- Weißt Du noch? – Anekdoten aus dem Leben – Erinnerungen. Wendepunkt-Verlag, Weiden 2015, ISBN 978-3-938728-66-6
- Fassadenflucht – Politische Dichtung der Gegenwart II. Chiliverlag, Verl 2015, ISBN 978-3-943292-32-9
- Herzschlaf – Gedichte & Kurzprosa über Trauer, Trost und Hoffnung. Chiliverlag, Verl 2015, ISBN 978-3-943292-35-0

## Mitgliedschaften
- Verband deutscher Schriftstellerinnen und Schriftsteller (VS)
- Deutscher Fachjournalisten-Verband (DFJV)
- Die PARTEI